# Landkreis Alzey-Worms
Landkreis Alzey-Worms är ett distrikt (Landkreis) i östra delen av det tyska förbundslandet Rheinland-Pfalz.
1. 1 2  GeoNames, 2005, Geonames-ID: 2956708, läs online och läs online.[källa från Wikidata]